# Lufia: Curse of the Sinistrals
Lufia: Curse of the Sinistrals (яп. エストポリス) — японская ролевая игра, разработанная в сотрудничестве компаний Neverland и Square Enix в 2010 году для портативной системы Nintendo DS. Относится к серии игр Lufia и представляет собой своеобразное переосмысление Lufia II: Rise of the Sinistrals, вышедшей в 1995 году для приставки Super Nintendo Entertainment System.

## Геймплей
В отличие от своих предшественниц, эта Lufia относится к жанру экшн-РПГ, где успех большей частью зависит от реакции игрока, а стилистически напоминает такие игры как The Legend of Zelda, Secret of Mana и Kingdom Hearts. Геймплей уходит от пошагового принципа в пользу скорости и зрелищности — игрок волен свободно перемещать своего персонажа и в реальном времени атаковать встречающихся по пути монстров. Подобно Lufia: The Ruins of Lore, присутствует возможность мгновенного перемещения из одной локации в другую, одним единственным нажатием соответствующего пункта назначения на мировой карте. Для повышения персональных характеристик персонаж экипируется различного рода доспехами и оружием, которое, кроме того, наделят его уникальными способностями, используемыми впоследствии в бою, а также повышает уровень.
Цель игры состоит в последовательном прохождении подземелий. Для преодоления препятствий и решения головоломок управляемый игроком герой прыгает (позже становится доступным двойной прыжок), толкает блоки, переносит различные объекты, нажимает переключатели, исследует сундуки с сокровищами и т. п. Привычная по предыдущим частям система очков магии MP заменена здесь шкалой использования навыков IP, которая с течением времени постепенно пополняется. В команде состоят несколько персонажей, но под контролем игрока одновременно находится только один. Для уничтожения противников могут быть применены магические заклинания и спецудары, есть смысл атаковать уже поверженных врагов — за это дают дополнительное золото, бонусные очки опыта и призовые предметы.

## Сюжет
Главным героем Lufia: Curse of the Sinistrals выступает молодой охотник на монстров по имени Максим, мечник, наделённый даром мистической силы. В прологе игры он встречает гигантского механического голема и после победы над ним решает отправиться в путешествие, чтобы найти и уничтожить таких же злодеев, стремящихся разрушить весь мир. По мере продвижения сюжета к Максиму присоединяются другие герои, каждый из которых обладает своими неповторимыми приёмами. Например, сам протагонист, в отличие от остальных персонажей, может совершать резкие рывки вперёд, позволяющие преодолевать препятствия, неподвластные обычным прыжкам. Жена Максима по имени Селан специализируется на магических атаках и способна разрушать некоторые объекты с большого расстояния.

## Отзывы
| Сводный рейтинг    | Сводный рейтинг |
| Агрегатор          | Оценка          |
| ------------------ | --------------- |
| Metacritic         | 80/100          |
| Иноязычные издания |                 |
| Издание            | Оценка          |
| Famitsu            | 30/40           |
| GamePro            | [ 4 ]           |
| GamesRadar+        | [ 5 ]           |
| IGN                | 8,5/10          |
| Nintendo Life      | [ 7 ]           |
| Nintendo Power     | 8/10            |
| RPGFan             | 86 %            |

Впервые игра была анонсирована функционерами Square Enix в 2009 году, через какое-то время стало известно, что она станет ремейком второй части серии Lufia, но будет выполнена при этом в совершенно другом жанре. В феврале 2010 года появилась японская версия, позже состоялись англоязычная локализация и релиз для Северной Америки. За первую неделю после релиза в Японии было продано 14 тысяч копий игры. Обозреватели журнала Famitsu похвалили качественную трёхмерную графику и критически отнеслись к неудобной камере обзора: «Угол, под которым камера показывает происходящее, не позволяет увидеть некоторые места, из-за чего от глаз ускользают многие детали, важные для дальнейшего прохождения».